# 미사키정 (오카야마현)
미사키정(일본어: 美咲町)은 일본 오카야마현 중앙부에 있는 구메군의 정이다.

## 지리
기비 고원에 위치하고 정역의 대부분은 구릉지대와 산림이다. 정내에는 현내 3대 하천 가운데 아사히강·요시이강 등 2개의 강이 흐른다.

## 역사
- 2005년 3월 22일 - 구메군 주오정·야나하라정·아사히정이 합병해 탄생했다.

## 교통

### 철도
- 서일본 여객철도 쓰야마선

### 도로
- 국도 제53호선
- 국도 제374호선 (일본)(일본어판)
- 국도 제429호선 (일본)(일본어판)